# Ondata di caldo dell'estate 2003
Nel corso dell'estate 2003, l'Europa fu colpita da una massiccia ondata di caldo, la quale raggiunse il suo apice nei primi quindici giorni di agosto. Questo fenomeno fu eccezionale sia per la durata che per l'intensità, rese particolarmente insopportabili dall'alto tasso d'umidità dell'aria; in effetti, numerosi record di temperatura furono battuti in diverse città europee. Questa canicola seguì a una primavera e un inizio dell'estate particolarmente siccitosi, che ricordavano l'anno 1976.

## La situazione meteorologica
Il continente europeo fu interessato in modo diverso a seconda delle zone. I Paesi dell'Europa sud-occidentale furono quelli maggiormente colpiti: in Portogallo ad Amareleja nell'Alentejo, il 1º agosto fu raggiunta la temperatura record di 47,3 °C. In Spagna i maggiori picchi termici si registrarono in Andalusia con 46,2 °C a Cordova, 45,2 °C a Siviglia e 45,1 °C a Jerez, e in Estremadura con 45,0 °C a Badajoz.
In Francia, secondo il servizio meteorologico francese, la canicola superò di gran lunga «tutto ciò che è stato visto dal 1873 per intensità e durata, tanto a livello di temperature massime che minime e medie».
Furono rilevate temperature superiori a 35 °C nei due terzi delle stazioni e superiori a 40 °C nel 15% delle città francesi.
A Décize dans la Nièvre si registrarono 43,1 °C, a Saint-Christol-les-Alès e a Conqueyrac 44,1 °C (valore che ha battuto il precedente record nazionale di Tolosa, registrato l'8 agosto 1923, quando ci furono 44,0 °C di massima); a Tolosa si raggiunsero nuovamente 44 °C, eguagliando quindi il già citato record cittadino.
A Orange (Francia) si arrivò a 42,6 °C.
I giorni con temperature superiori a 40 °C furono sette a Auxerre, cinque a Romorantin e quattro a Montélimar e Gourdon.
A Parigi la temperatura superò i 39 °C, con nove giorni di temperature superiori a 35 °C.
La Bretagna superò il suo record di temperatura, oltrepassando i 40 °C.
L'ondata di calore toccò anche l'Italia (segnatamente il Nord Italia, con i valori termici più alti tra Piemonte, Lombardia, Toscana ed Emilia-Romagna), il sud della Gran Bretagna, il Benelux, la Svizzera, l'est e il sud della Germania e la Danimarca. Si registrarono temperature record, come 38,5 °C a Faversham in Gran Bretagna, e 32 °C in Danimarca. In Svizzera, al sud delle Alpi presso la stazione di Grono, si raggiunsero i 41,5 °C che rappresenta il valore più alto mai registrato in territorio elvetico perlomeno dal 1864.
Il gran caldo seguì o si accompagnò ad altri fenomeni meteorologici, che, pur non essendo eccezionali, ne amplificarono le conseguenze, come la siccità primaverile e d'inizio estate. Il fenomeno ebbe conseguenze importanti particolarmente in Francia, visto che la maggior parte dei dipartimenti patì un importante deficit idrico. Inoltre le prime due settimane di agosto furono caratterizzate da venti molto deboli, cosa che limitò il ricambio dell'aria e amplificò i picchi d'inquinamento di ozono (comuni in questo periodo dell'anno) e di diossido d'azoto.

## Cause della canicola
Analizzando le mappe dei geopotenziali, delle isobare e delle isoterme relative ai primi giorni dell'agosto 2003, la causa dell'intensa onda di calore è da attribuirsi all'area di bassa pressione stazionaria presente alle medie latitudini dell'Oceano Atlantico, che spostò verso sud in pieno oceano i massimi dell'anticiclone delle Azzorre.
L'espansione della medesima area di alta pressione verso nord-est interessò l'intero continente europeo centro-occidentale, dove venne convogliata aria molto calda, alimentata dalla fusione sull'Africa nord-occidentale dell'anticiclone delle Azzorre con l'anticiclone subtropicale africano. La vera anomalia di tale ondata di caldo fu causata, pertanto, dall'espansione verso il continente europeo di un anticiclone delle Azzorre reso insolitamente rovente dalla presenza di una profonda depressione atlantica che si era formata e stazionava in modo semipermanente in una posizione insolita e contribuiva a far risalire aria calda che scorreva seguendo l'espansione anticiclonica: la maggior parte delle onde di calore che si sono verificate nella storia della meteorologia sono state invece causate dalla netta e decisa risalita verso nord dell'anticiclone subtropicale africano, come già nell'estate 2003 (ma anche in quelle del 2017, del 2012 e del 2022) era accaduto nei mesi di giugno e luglio.

## Effetti sulla popolazione

### Italia
In Italia, dove le temperature massime furono per settimane intorno ai 40 °C in molte città, secondo l'Istat le morti durante l'estate del 2003 furono 18 000 in più rispetto all'anno precedente. Altre fonti riportarono cifre molto più basse: la rivista New Scientist, come anche il Ministero della salute italiano, indicò in 4 000 i decessi in Italia attribuibili all'ondata di calore.
Ecco le temperature più alte registrate in alcune stazioni meteorologiche italiane:
| Località               | Giorno    | °C    |
| Firenze                | 5 agosto  | +41,1 |
| Prato                  | 5 agosto  | +40,5 |
| Trento                 | 11 agosto | +40,7 |
| Piacenza               | 15 agosto | +40,4 |
| Milano Centro          | 5 agosto  | +40,4 |
| Grosseto               | 5 agosto  | +40,2 |
| Brescia                | 11 agosto | +39,2 |
| Parma                  | 6 agosto  | +39,3 |
| Torino Caselle         | 11 agosto | +37,1 |
| Trieste                | 3 agosto  | +37,2 |
| Venezia                | 5 agosto  | +35,6 |
| Pisa                   | 5 agosto  | +38,2 |
| Vicenza                | 5 agosto  | +38,2 |
| Rovigo                 | 6 agosto  | +39,4 |
| Aosta                  | 6 agosto  | +38,0 |
| Bolzano                | 7 agosto  | +38,8 |
| Milano Linate          | 11 agosto | +39,3 |
| Verona Villafranca     | 11 agosto | +39,0 |
| Bologna Borgo Panigale | 11 agosto | +39,5 |
| Ferrara                | 11 agosto | +39,8 |
| Forlì                  | 11 agosto | +38,0 |
| Bergamo Orio al Serio  | 11 agosto | +37,9 |
| Sondrio                | 11 agosto | +39,7 |
| Ancona                 | 18 agosto | +39,6 |

### Francia

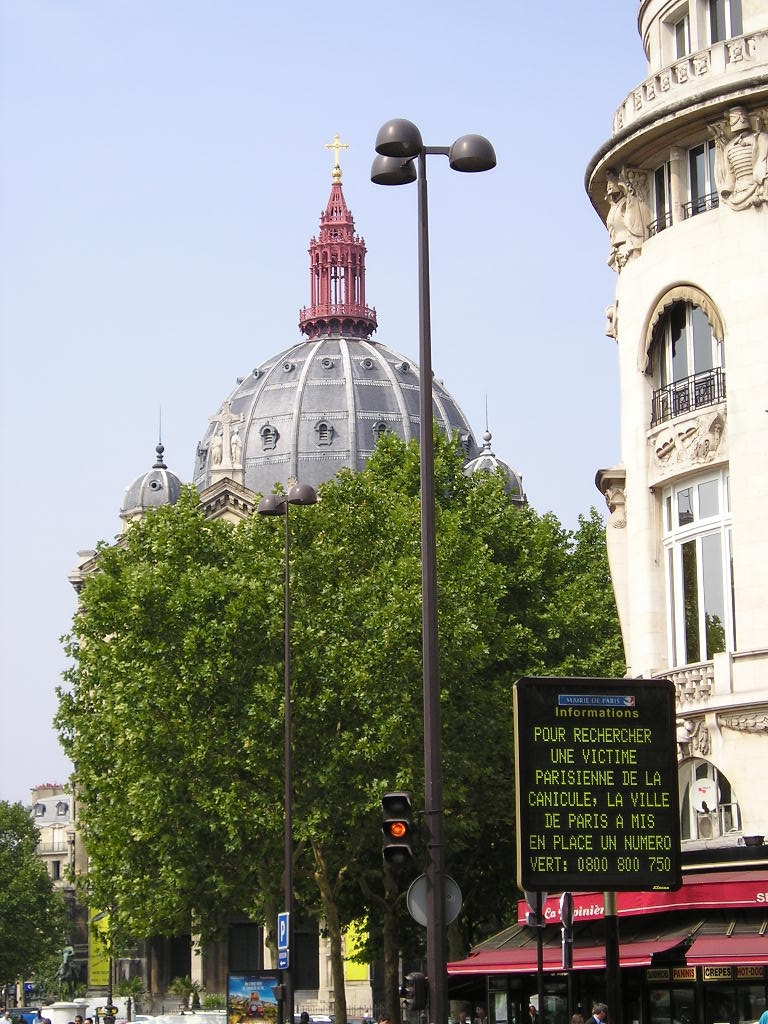
Manifesto municipale a Parigi con un numero di telefono gratuito per conoscere il nome delle persone scomparse a causa della canicola.

Diverse fonti (Inserm, INSEE, INED) concordano su una stima di circa 15 000 morti in eccesso durante le prime due decadi dell'agosto 2003. Questa cifra venne stabilita comparando il numero di decessi osservati con il numero di decessi attesi sulla base dei dati degli anni precedenti per lo stesso periodo. Questo eccesso di mortalità si osservò soprattutto negli anziani e nelle donne: la fascia d'età più colpita fu quella delle persone di più di 75 anni.
Nell'urgenza della crisi sanitaria, il numero di decessi direttamente legati al forte caldo è stato dibattuto: il governo inizialmente annunciò 3 000, poi 5 000 decessi.
Secondo una prima stima dell'Institut de veille sanitaire (InVS) consegnata al Ministero della salute francese, la canicola causò 11 435 morti dal 1° al 15 agosto.
Uno studio dell'Inserm pubblicato il 15 settembre parla di 14 802 morti (periodo dal 1° al 20 agosto), pari a un eccesso di mortalità del 55%.
L'11 e il 12 agosto furono i giorni più tragici. Potrebbe essere stato per via dell'effetto di accumulazione dei giorni caldi precedenti, per le temperature notturne molto alte o per l'assenza di vento, in quanto la mancanza di ventilazione produsse dei picchi nel tasso di diossido d'azoto che si aggiunsero all'inquinamento da ozono.
Tra i produttori vinicoli francesi l'annata 2003 è denominata la canicule, per sottolineare che la maggiore percentuale degli zuccheri e la bassissima acidità delle uve, nonché l'alta alcolicità dei vini prodotti quell'anno, furono al di fuori d'ogni parametro precedente.

### Gran Bretagna
Un'analisi retrospettiva pubblicata nel 2005 mostrò che l'ondata di calore causò 2 139 morti in più nel periodo dal 4 al 13 agosto 2003.
Anche il trasporto ferroviario risentì pesantemente delle condizioni meteorologiche, quando i timori di danneggiamento dei binari a causa dell'intenso calore spinse il Network Rail a imporre diverse restrizioni sulla velocità dei convogli. Ci furono incidenti isolati dove deragliamenti non gravi furono attribuiti alla deformazione dei binari causata dall'alta temperatura. Temperature nell'aria di 30 °C possono infatti portare i binari a temperature di 50 °C o 60 °C quando esposti all'irraggiamento del sole.

### Portogallo
Nelle foreste del Portogallo ci furono estesi incendi. Il 5% delle campagne e il 10% delle foreste (215 000 ettari) furono coinvolti. Diciotto persone morirono negli incendi e la stima delle morti causate dall'ondata di calore in totale varia tra i 1 866 e i 2 039.

### Altri Paesi
Anche in molti altri Paesi europei si verificarono decessi direttamente legati al caldo; ad esempio si registrarono durante quell'estate circa 1 500 morti per la canicola nei Paesi Bassi e circa 300 in Germania per lo stesso motivo.